# Punguța cu doi bani
„Punguța cu doi bani” este o poveste scrisă de Ion Creangă, a cărei ediție originală a fost publicată pentru prima oară în „Convorbiri literare” nr. 10 din 1 ianuarie 1876. Povestea arată în mod simbolic cum se ajunge de la o casă săracă la o casă îmbelșugată.
Punguța cu doi bani este o variantă a mitologiei populare, deja atestată în antichitate, legată de galiformele domestice - găina și cocoșul - ca simboluri, dacă sunt bine îngrijite, ale „bunei gospodăriri dătătoare de avuție”.

## Poveste
„Cucoșul atunci se așază pe țol, scutură puternic din aripi și îndată se umple ograda și livada moșneagului, pe lângă paseri, și de cirezi de vite; iară pe țol toarnă o movilă de galbeni, care strălucea la soare de-ți lua ochii!”

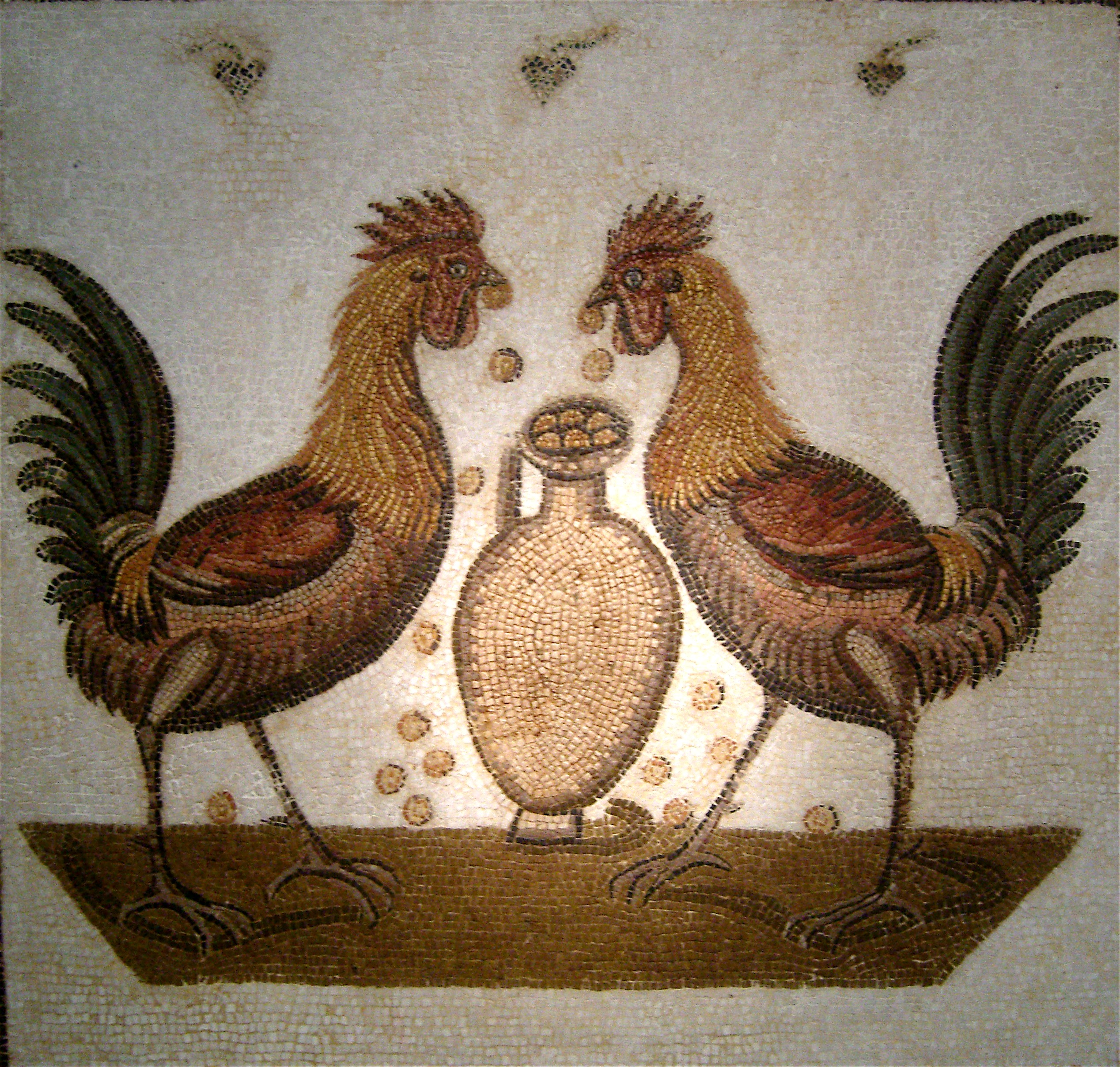
Mozaic roman evocând simbolul cocoșului aducător de belșug

Era odată o babă și un moșneag. Baba avea o găină ce se oua de două ori pe zi, iar moșneagul, un cocoș. Într-o zi, moșneagul îi cere babei, de poftă, niște ouă. Baba îi spune să-și pună pofta în cui, iar dacă vrea ouă, să-și bată cocoșul, precum a făcut ea cu găina.
Moșneagul face întocmai, fără rezultat însă. Cocoșul urmează să fugă de acasă.
Pe drum găsește o punguță cu doi bani, dar când se îndrepta bucuros spre casa moșneagului se întâlnește cu un boier care îi ia punguța. Cocoșul pornește pe urma lui și strigă: “Cucurigu! boieri mari, Dați punguța cu doi bani!”. Supărat, boierul îl aruncă într-o fântână, dar cocoșul scapă înghițind toată apa și începe din nou a strigă după boier.
Nervos, acesta îl închide într-un cuptor încins, dar cocoșul se salvează din nou, revărsând toată apa pe care o înghițise. Apoi, îl aruncă în cireadă, dar cocoșul o înghite pe toată. În cele din urmă este aruncat în cămara cu bani, iar cocoșul golește toate lăzile. Văzând că nu mai scapă de el, boierul îi dă înapoi punguța cu doi bani. Dar la plecare, toate păsările din curte îl urmează pe cocoș.
Așa cocoșul ajunge înapoi acasă la moșneag. Acesta îl surprinde pe stăpân cu mărimea sa, și începe să umple curtea de păsări, de boi și vaci și de galbenii din burta sa.
Văzând asta, de ciudă, baba își bate și ea găina, dar aceasta îi aduce doar o mărgea. Supărată, baba o omoară în bătaie și rămâne săracă lipită pământului.
Moșneagul milos, devenit bogat, o face găinăreasă.